# Tuzla (Constanța)
Tuzla é uma comuna romena localizada no distrito de Constanţa, na região de Dobruja. A comuna possui uma área de 54.09 km² e sua população era de 6571 habitantes segundo o censo de 2007.